# Al-Karaji
Abū Bakr Muḥammad ibn al-Ḥasan al-Karaŷí, também citado como Al-Karaji ou al-Karjí (c. 953 – c. 1029), foi um matemático e engenheiro persa. Viveu e trabalhou a maior parte de sua vida em Bagdá, então capital científica e comercial do mundo islâmico. Suas três principais trabalhos são conhecidas como Al-Badī‘ fi'l-ḥisāb (‘maravilha no cálculo’), Al-Fajrí fi'l-ŷabr wa'l-muqābala (‘glorioso em álgebra’) e Al-Kāfí fi'l-ḥisāb (‘suficiente no cálculo’).